# Ronnie Cowan
Ronnie Cowan (nascut el 6 de setembre del 1959) és un polític escocès del partit Scottish National Party (SNP). Ha estat membre del parlament per l'àrea electoral d'Inverclyde des de les eleccions generals del 2015 quan va guanyar per majoria amb el 24,8% dels vots. A les eleccions del 2017 va conservar el seu escó amb un 1% dels vots. És fill del jugador de futbol Jimmy Cowan dels equips Morton FC i de la selecció nacional escocesa. Cowan es va educar a la Greenock Academy i és propietari d'una empresa de serveis informàtics.